# جوکیو
جوکیو (به ژاپنی: 承久 Jōkyū)؛ نام یک عصر تاریخی ژاپنی بود. این عصر بعد از کنپو (دوره) و قبل از جوئو (دوره کاماکورا) قرار داشت و از آوریل ۱۲۱۹ تا آوریل ۱۲۲۲ میلادی به طول انجامید. در طی این عصر امپراتور جونتوکو، امپراتور ژاپن بود.